# A Real Live Dead One
A Real Live Dead One è il sesto album dal vivo del gruppo musicale britannico Iron Maiden, pubblicato il 22 settembre 1998 dalla EMI.

## Il disco
Si tratta di una raccolta che unisce gli album dal vivo A Real Dead One e A Real Live One, ripubblicati nel 1998 in un unico disco, e contiene alcuni brani eseguiti in vari Paesi dell'Europa prima e durante il Fear of the Dark Tour.

## Tracce
CD 1 – A Real Dead One
1. The Number of the Beast – 4:54
2. The Trooper – 3:55
3. Prowler – 4:15
4. Transylvania – 4:25
5. Remember Tomorrow – 5:52
6. Where Eagles Dare – 4:49
7. Sanctuary – 4:53
8. Running Free – 3:48
9. Run to the Hills – 3:57
10. 2 Minutes to Midnight – 5:37
11. Iron Maiden – 5:24
12. Hallowed Be Thy Name – 7:51

CD 2 – A Real Live One
1. Be Quick or Be Dead – 3:16
2. From Here to Eternity – 4:19
3. Can I Play with Madness – 4:42
4. Wasting Love – 5:47
5. Tailgunner – 4:09
6. The Evil That Men Do – 5:25
7. Afraid to Shoot Strangers – 6:47
8. Bring Your Daughter... To the Slaughter – 5:17
9. Heaven Can Wait – 7:28
10. The Clairvoyant – 4:29
11. Fear of the Dark – 7:11

## Formazione
Gruppo
- Bruce Dickinson – voce
- Dave Murray – chitarra
- Janick Gers – chitarra
- Steve Harris – basso
- Nicko McBrain – batteria

Altri musicisti
- Michael Kenney – tastiera